# توقيت قرغيزستان
توقيت قيرغيزستان (KGT) هي المنطقة الزمنية لقيرغيزستان. إنه 06:00+ ساعة قبل التوقيت العالمي (ت ع م+06:00). لا تلتزم قيرغيزستان بالتوقيت الصيفي.

## تاريخ
المناطق الزمنية التاريخية لقيرغيزستان (كدولة ودولة سوفيتية)
| من            | إلى           | منطقة       | التوقيت الصيفي |
| ------------- | ------------- | ----------- | -------------- |
| 2 مايو 1924   | 21 يونيو 1930 | ت ع م+05:00 | لا             |
| 21 يونيو 1930 | 1 أبريل 1981  | ت ع م+06:00 | لا             |
| 1 أبريل 1981  | 31 مارس 1991  | ت ع م+06:00 | نعم            |
| 13 مارس 1991  | 12 أغسطس 2005 | ت ع م+05:00 | نعم            |
| 12 أغسطس 2005 | الآن          | ت ع م+06:00 | لا             |

من عام 1924 إلى عام 1992, كان لدى قيرغيزستان دائمًا توقيت موسكو + 3 ساعات.